# Vacuòmetre

Animació de l'ús d'un vacuòmetre de McLeod

Un vacuòmetre és un aparell de mesura de la pressió d'un gas en un recipient on s'ha realitzat el buit.
Els vacuòmetres poden ésser de mesura directa i de mesura indirecta. Entre els primers hi ha els de deformació de sòlid (com ara el de Burdon i el de membrana) i els hidroestàtics (el de columna de líquid i el de tor pendular). Entre els segons hi ha el de McLeod, el tèrmic, el mesurador d'ionització, el molecular i l'acústic, amb els quals hom mesura una determinada propietat física que és funció de la pressió.
El vacuòmetre de McLeod es fonamenta en la llei de Boyle-Mariotte: un volum determinat de gas sec és comprimit en una cambra, i hom en determina la pressió absoluta per mesura de la diferència d'altura de dues columnes de líquid.